# Acanthostelma
Acanthostelma es un género de plantas con flores perteneciente a la familia Acanthaceae. El género tiene una especie de hierbas.
Su única especie, Acanthostelma thymifolium, está considerada un sinónimo de Crabbea thymifolia (Chiov.) Bidgood & Brummitt